# Attische tragedie

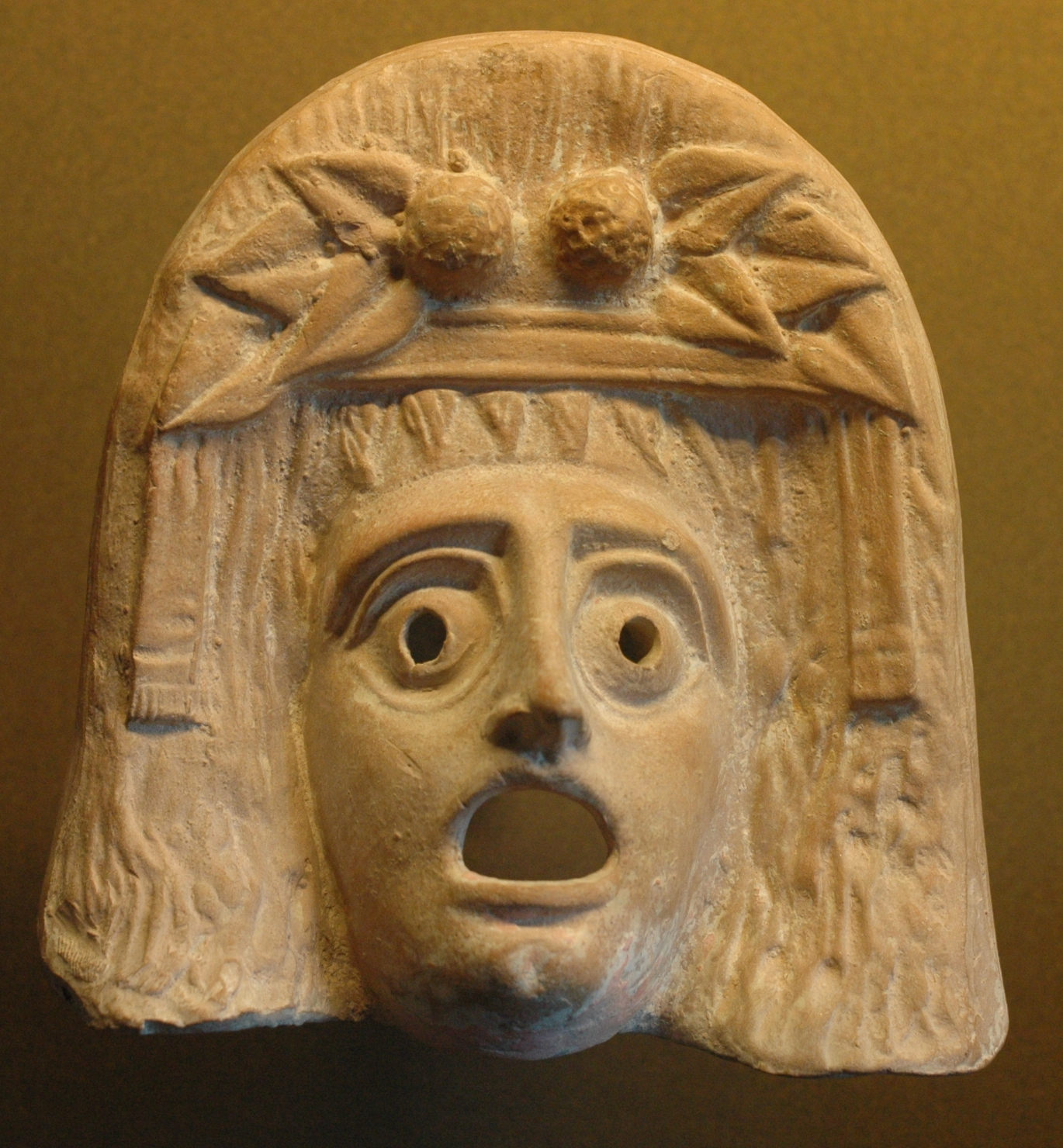
Masker van Dionysos, tweede eeuw voor Chr.

De Attische tragedie of Griekse tragedie was een vorm van drama in het Oude Griekenland. De stof ervoor werd (voor zover wij heden ten dage kunnen nagaan) vrijwel uitsluitend ontleend aan de mythen en sagen; daarop is slechts één uitzondering bekend: de Perzen van Aischylos. Maar ook al behoort het verhaal qua uiterlijk voorkomen tot "het verleden", toch mag men de tragedie niet als louter historisch beschouwen, want
- de auteur durfde de standaard-overlevering weleens te wijzigen (bijvoorbeeld Euripides in zijn Iphigeneia in Tauris)
- de opvattingen en gedragingen die aan de hoofdperso(o)n(en) worden toegeschreven zijn die van de auteur zelf en/of van zijn tijdgenoten (actualisering)
- actuele gebeurtenissen en toestanden kunnen de auteur inspireren tot parellellismen met de mythologie, bijvoorbeeld:
  - Aischylos' Oresteia (of Orestie) - de invoering van een nieuw democratisch rechtssysteem in Athene
  - Sophocles' Oidipous tyrannos - pestepidemie te Thebe
  - Euripides' Troiades - de humanitaire ramp van Melos (Milos)

Het onderwerp is altijd de lijdende mens,
- die door zijn al dan niet schuldig handelen het leed op zich laadt (rol van de hybris);
- die echter pogingen onderneemt om de ware oorzaak van het leed te doorgronden, en zo de bedreigdheid van het menselijke bestaan in zijn volle daglicht stelt; zo kan de toeschouwer in de held zichzelf ontdekken.

Enkele inhoudelijke verschilpunten met het latere treurspel in de Europese letterkunde:
- in een concreet mensenleven zal slechts zelden een situatie voorkomen die zo extreem is als in de Griekse tragedies;
- welke zwakheden of tekortkomingen (hybris) de tragische held ook mag vertonen, zijn lijden lijkt (ons althans) geenszins evenredig met zijn subjectieve schuld (maar de vraag is: denken de goden daar óók zo over?)
- uiterlijk handelen wordt op toneel slechts zelden uitgebeeld (bijvoorbeeld een gruweldaad gebeurt elders en wordt slechts verhaald door een bode): de aandacht van de auteur gaat naar de betekenis / verklaring van de daad. Het Griekse drama is eerder woordkunst dan visueel spektakel.

Aristoteles definieerde een tragedie als volgt: “Een tragedie is een nabootsing (mimesis) van een serieuze en volledige handeling die een zekere omvang heeft, in aangenaam gestileerde taal…door handelende personen en niet in de vorm van een vertelling, met als doel het opwekken van mee-lijden (eleos) en vrees (phobos) resulterend in de zuivering (catharsis) van dergelijke emoties.” (Poetica 49b24.)

## Oorsprong en ontwikkeling

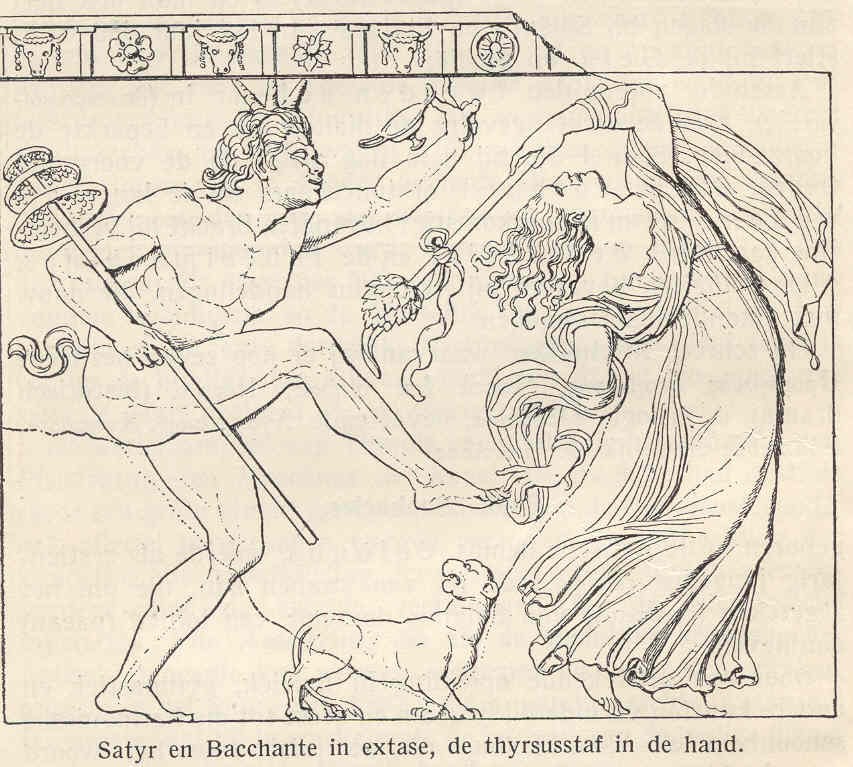
Sater en Bacchante

De Griekse tragedie dankt haar oorsprong aan de Dionysia. Dionysos kan in dit verband gezien worden als de personificatie van de uit de winterslaap tot nieuw leven ontwaakte onuitputtelijk scheppende natuur. Een Attische sage kende Dionysos omhangen met een bokkenvel. Oude overleveringen laten hem optreden omstuwd door zijn Satyrs, Maenaden et cetera als gevolg. Dit koor zingt zijn leider toe, verheerlijkt in geestdriftige liederen zijn daden en gaven. Zulke liederen werden dithyramben genoemd, een kunstvorm die door de Peloponnesische zanger Arion tot ontwikkeling werd gebracht. Tussen leider en koor ontvouwde zich gaandeweg een dialoog. In 1897 werd een dithyrambe van de dichter Bacchylides teruggevonden, waaruit men kan zien, hoe zo’n gesprek in liedvorm kon worden gevoerd.
De op de Dionysische afkomst wijzende elementen in een tragedie zijn:
- het feit, dat de oudste tragedies meer op oratoria dan op toneel lijken; restant van de dithyramben;
- in de naam tragedie (τραγωδία, van tragos = geit en aeidein = zingen): zeg maar “bokkenlied”.
- De data van uitvoering: op zowel de grote als kleine Dionysia.
- in de gewoonte om na 3 tragedies geregeld als slotstuk een satyr-spel op te voeren (een tetralogie). Dit gebeurde zelfs toen de tragedie haar hoogste ontwikkeling had bereikt en amper iets meer aan haar (volkse) oorsprong herinnerde.
- de tragedie kwam alleen tot ontwikkeling waar Dionysia waren: Athene en Attica.

### Ontwikkeling voor Aischylos
De traditie wil dat Thespis in het jaar 534 v.Chr. te Athene de eerste tragedie opgevoerd zou hebben. Waarschijnlijker lijkt het dat in dat jaar voor het eerst een tragedie officieel op het feestprogramma van de Dionysia geplaatst werd. Het verhaal gaat dat Thespis, rondreizend op een wagen, zijn stukken heeft opgevoerd. Afbeeldingen van te Athene gevierde Dionysia, waarbij het beeld van de god, met wijnranken omgeven, in een schip op wielen rondgereden werd, komen voor op meerdere drinkschalen uit ongeveer 500 voor Christus. Evenals te Athene vonden te Smyrna en te Marseille tot in de christelijke tijd jaarlijks in de lente dergelijke vertoningen plaats. Het feest is tot op de huidige dag blijven voortleven in het carnaval, dat wellicht de naam ontleent aan de carrus navalis.
De werkzaamheid van Thespis viel ten tijde van de heerschappij van Pisistratus in het midden van de zesde eeuw v.C., destijds een mecenas der kunsten. Niet alleen de Dionysuslegende, ook allerlei heldensagen werden vertoond. Een en ander zal ook elementen overgenomen hebben van de sacrale vertoningen bij de mysteriën van Eleusis. Van Aischylos, die als de eigenlijke schepper der Attische tragedie kan worden beschouwd en naast de spreker, tegenover het koor, een tweede spreker stelde, weten wij tenminste, dat hij de invloed van de geheime riten in zijn geboorteplaats Eleusis heeft ondergaan.
Allengs ontwikkelde zich de gewoonte in die tijd om:
- Tetralogieën, dat wil zeggen een trilogie van treurspelen met een satyrdrama, op te voeren;
- op de grote Dionysia wedstrijden om een prijs te houden.

Er is een groot aantal tragedies geschreven door de Griekse tragedieschrijvers. Wij kennen de titels van 600 stukken. Slechts 34 zijn er bewaard gebleven. Verder zijn er talloze fragmenten gevonden op Egyptische papyri.

## De drie grote Attische tragici

### Aischylos
Aischylos, de vader der Attische tragedie, streed op vijfendertigjarige leeftijd bij Marathon en nam ook deel aan de slagen bij Salamis en Plataeae. In het jaar 456 v.Chr. stierf hij te Gela op Sicilië. Aischylos voerde de tweede acteur in en breidde dientengevolge de dialoog uit. Hij beperkte de koorzangen, hoewel die bij hem nog altijd op de voorgrond treden. Ook de cothurn of toneellaars en de lange gewaden zijn van hem afkomstig. Hij verbeterde het decor en de toneelmachines. De trilogieën bevatten bij Aischylos handelingen die nauw met elkaar samenhangen.
Hij schreef in de periode van de opbouw van de stadstaat en zijn democratische instellingen. Toespelingen op die actualiteit vindt men bijvoorbeeld in de Eumeniden, waarin de toen net ingestelde “hoge raad” (areopagos) bevolkt blijkt met goden, die de cyclus van eerwraak doorbreken, door voor de Erinyen een tempel in te richten. Hij schreef 90 stukken, waarvan zeven volledig bewaard zijn gebleven.

### Sophocles
Sophocles werd geboren in het Attische Colonus. Hij voerde als zestienjarig jongeling de rei van knapen aan, die om het zegeteken van Salamis dansten. Hij werd uitstekend opgeleid. Op vierenvijftigjarige leeftijd werd hij na de opvoering van zijn treurspel Antigone (442) samen met Perikles tot strateeg tegen Samos verkozen. Later bekleedde hij het ambt van beheerder van de schattingen der Atheense bondgenoten.
Sophokles voerde de derde acteur in, waarmee de dialogen verder werden uitgebreid en de rol van het koor verder werd beperkt. Hij vervaardigde ook trilogieën, maar bij hem bestaat geen samenhang meer tussen de drie stukken.
De actualiteit waarin zijn werken ontstonden was die van de sombere oorlogsjaren van de Peloponnesische Oorlog. Soms klonk dat door in zijn werk: Oedipus refereert aan de pestepidemie die de Atheense bevolking toen juist decimeerde. Vierentwintig maal behaalde hij de eerste prijs. In 405 v.Chr.. stierf hij; hij was toen 91 jaar oud. Van zijn grote productie resteren slechts zeven tragedies.

### Euripides
Het verschil in leeftijd tussen de drie grote Attische tragici is het oude verhaal, dat Euripides in hetzelfde jaar op Salamis geboren werd, waarin Aischylos in de zeeslag bij dat eiland meestreed, en Sophokles als zestienjarige de rij van om het zegeteken dansende knapen met de lier aanvoerde (480 v.Chr.). Overigens is er weinig met zekerheid over Euripides bekend. Sommige “feiten” lijken afkomstig van Aristophanes, die vaak de draak stak met Euripides. Hij was bevriend met Socrates. In 406 v.Chr. stierf hij te Pella in Macedonië aan het hof van koning Archelaus.
Bij hem treedt het koor hoe langer hoe meer op de achtergrond en staat bijna in geen verband met de handeling van het stuk. Voor de ontknoping is meermalen een deus ex machina nodig, die bij Sophokles slechts een enkele maal voorkomt. Door zijn tijdgenoten werd hij weinig gewaardeerd: hij haalde slechts vijf maal een eerste prijs. Ook zijn stukken bevatten toespelingen op actuele gebeurtenissen: zijn Trojaanse vrouwen zullen zijn toeschouwers direct geassocieerd hebben met het toen actuele bloedbad van Melos, waarbij een complete stad door de Atheners was uitgemoord 416 v.Chr..
Euripides schreef meer dan 90 stukken; daarvan resteren 18 tragedies en een satyrspel.
De periode van de drie grote tragedieschrijvers was het hoogtepunt van deze traditie rond de Dionysia.
Later viel de nadruk steeds meer op het opvoeren van oude spelen in plaats van vaak inferieure nieuwe tragedies op te voeren. Vanaf de 2e eeuw v.C. is geen enkele nieuwe tragedie bekend.

## Uitvoeringspraktijk
Aanvullende gegevens over de Uitvoeringspraktijk: zie ook Theater in het oude Griekenland

## Inhoud
Enkele stellingen:
- Het zijn gezien de setting op de Dionysia stukken met een semi-officieel karakter. De gangbare opvatting van mythen kon daarin -om reden vaak van politieke opportuniteit- worden aangepast. Dat was dan daarna ook min of meer de "politiek correcte" opvatting (zie hieronder bij Eumeniden van Aischylos)
- het bevestigt de geldende moraal en opvattingen: wandaden en overmoed hybris dienen te worden gestraft
- de kwetsbaarheid en afhankelijkheid van noodlot en Goden wordt benadrukt.
- ontstaan uit een zangspel blijft de uitbeelding terughoudend: moord en doodslag wordt uitvoerig beschreven, maar nooit op het toneel getoond.